# Kasteel d'Aspremont-Lynden
Kasteel d'Aspremont-Lynden is een kasteel in de oude kern van Oud-Rekem in Belgisch-Limburg. Het kasteel werd gebouwd voor de adellijke familie D'Aspremont-Lynden, die vanaf de 17e eeuw van hieruit het rijksgraafschap Rekem bestuurde.

## Geschiedenis
In de Karolingische tijd bevond zich op de locatie waar later het kasteel zou worden gebouwd, een motte, de eerste vesting op een verhoging in de uiterwaarden van de Maas uit de tiende eeuw. Deze vesting werd omstreeks 1350 vervangen door een ovaalvormige burcht. Tot 1507 bewoond, raakt ze vervolgens in verval en in 1597 werd in opdracht van graaf Herman d'Aspremont-Lynden een waterkasteel gebouwd. Het bestaande kasteel is hier slechts een restant van. In een van de gevels is een steen ingemetseld met daarachter het hart van graaf Herman.
In 1792 eisten de Fransen het kasteel op en richtten het in als militair hospitaal. Als zodanig werd het tot 1795 gebruikt, waarna het  deels werd afgebroken. 
- Vanaf 1809 deden de gebouwen dienst als gesticht voor bedelaars
- Van 1891 tot 1904 als heropvoedingsgesticht voor jongens.
- In 1857 hadden restauratiewerken plaatsgevonden.
- Na een nieuwe verbouwing was het kasteel van 1921 tot 1967 in gebruik als psychiatrische instelling. In het voormalig woongedeelte waren ten tijde van de psychiatrische instelling, het OPZC, een aantal grote verpleegzalen ingericht.
- Van 1995 tot 1998 werd het kasteel opnieuw grondig gerestaureerd. De nieuwe eigenaar wilde in de jaren 1990 een bioscoopzaal in de kelder inrichten en liet daartoe de oude motte afgraven. De metersdikke muren van de eerdere bebouwing, die als een ronde ring onder de rechthoekige burcht lagen, verschenen hierbij weer aan de oppervlakte.
- Inmiddels is het bouwwerk weer van eigenaar veranderd en is het niet duidelijk wat er met het gebouw gaat gebeuren. De voortgang van het bouwkundig historisch onderzoek is vertraagd door geldgebrek.

Momenteel heeft het kasteel geen vaste bewoners of functies. In het voormalige woongedeelte is een klein museum over de geschiedenis van het complex ingericht. Anno 2018 wordt het gebruikt voor tentoonstellingen en presentaties.

## Architectuur
De waterburcht van het kasteel werd in 1597 gebouwd door baron Herman van Lynden op de fundamenten van een middeleeuwse voorganger. D'Aspremont-Lynden is een goed voorbeeld van een kasteel in de stijl van de Maaslandse renaissance, waarvan de geblokte tussendorpelvensters en hoekblokken in Naamse steen en de combinatie van baksteen en natuursteen typische stijlkenmerken zijn.
De hospitaalgebouwen aan de Groenplaats en een aantal werkplaatsen zijn in de 19e en 20e eeuw toegevoegd in neo-Maaslandse renaissancestijl. Het poortgebouw dateert uit 1908.

## Galerij

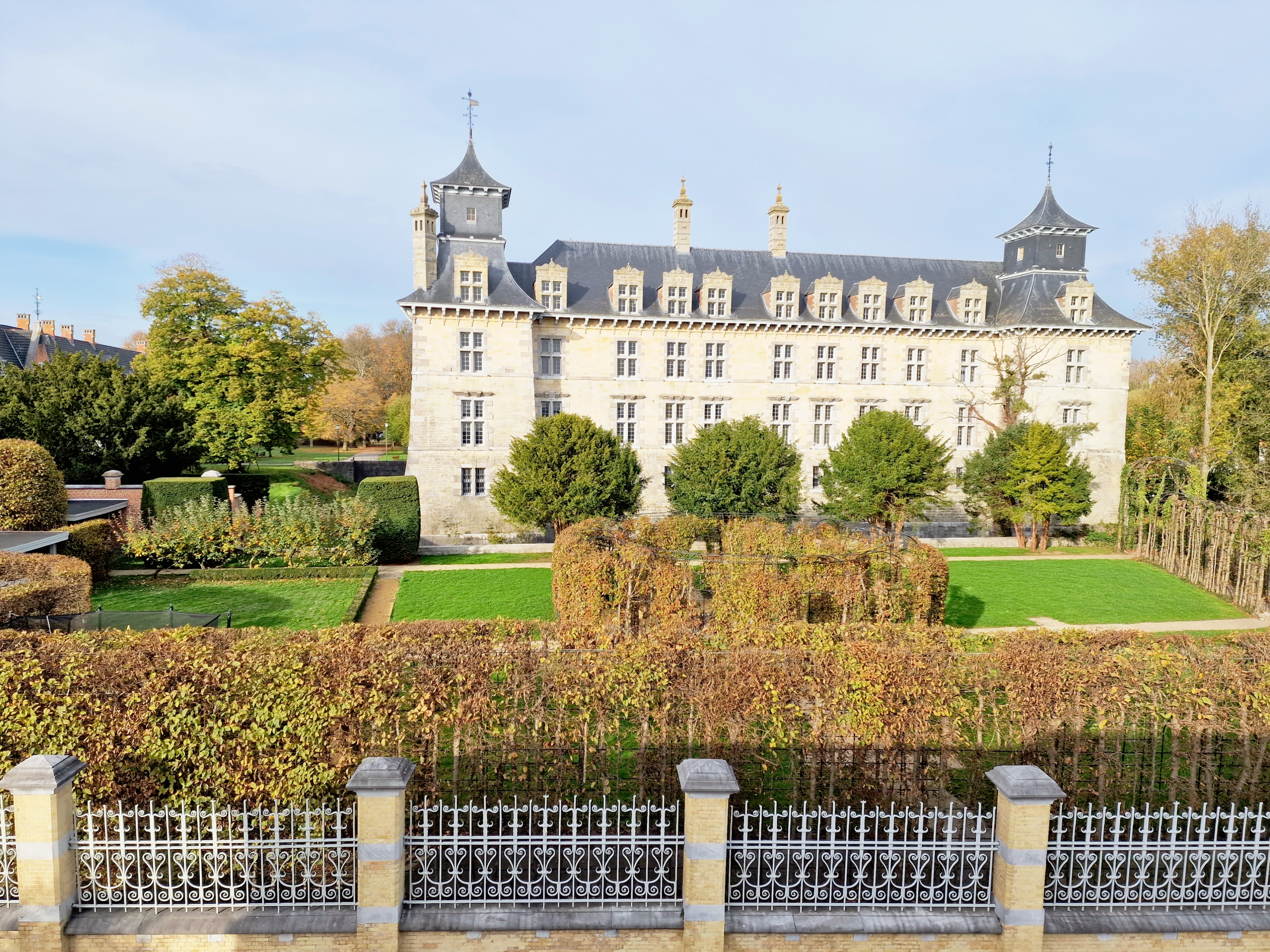
Zicht op het kasteel d'Aspremont-Lynden te Rekem vanuit stadshoeve 't Zwaluwnest in de Kanaalstraat. (31 oktober 2022)
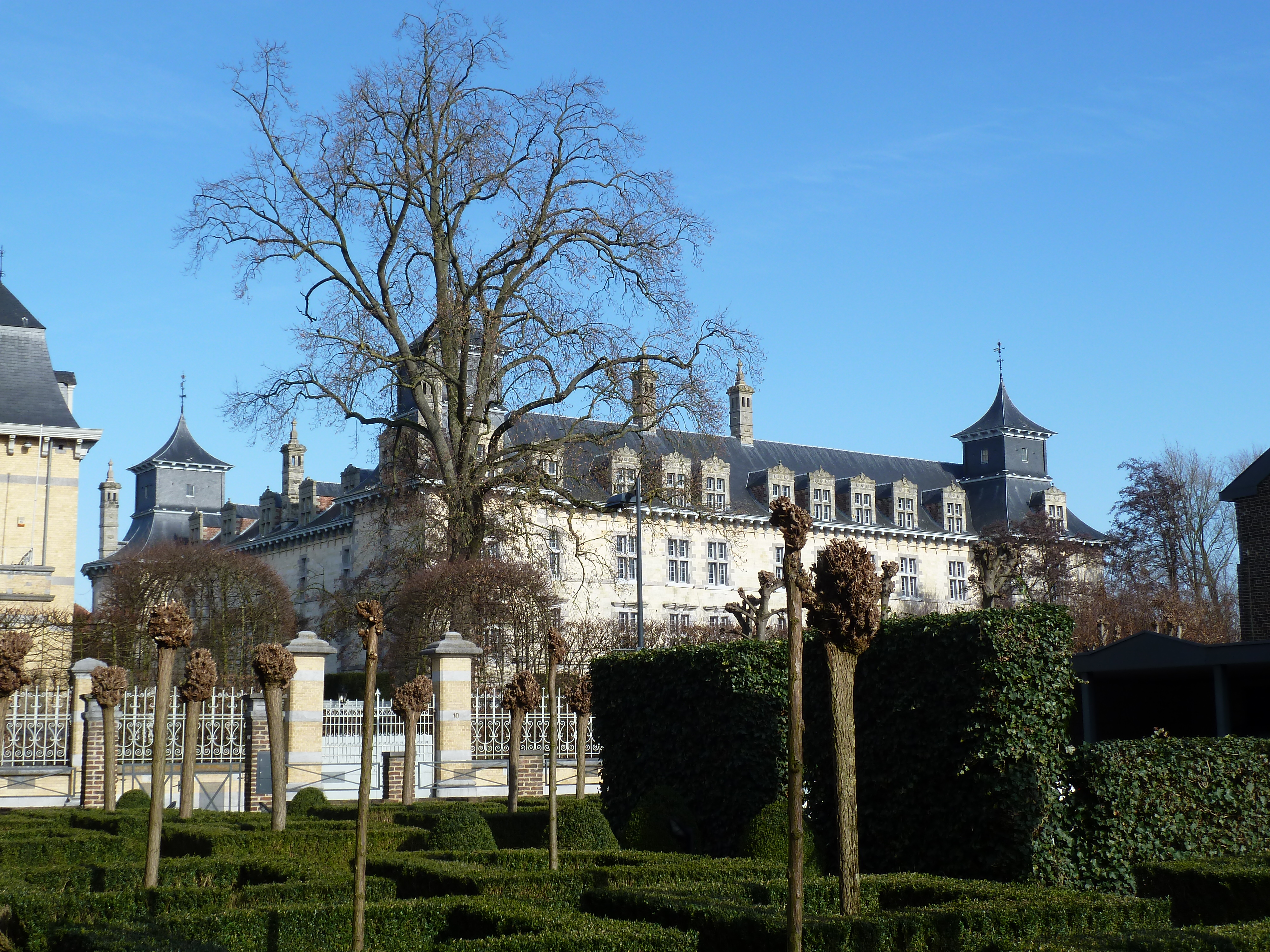
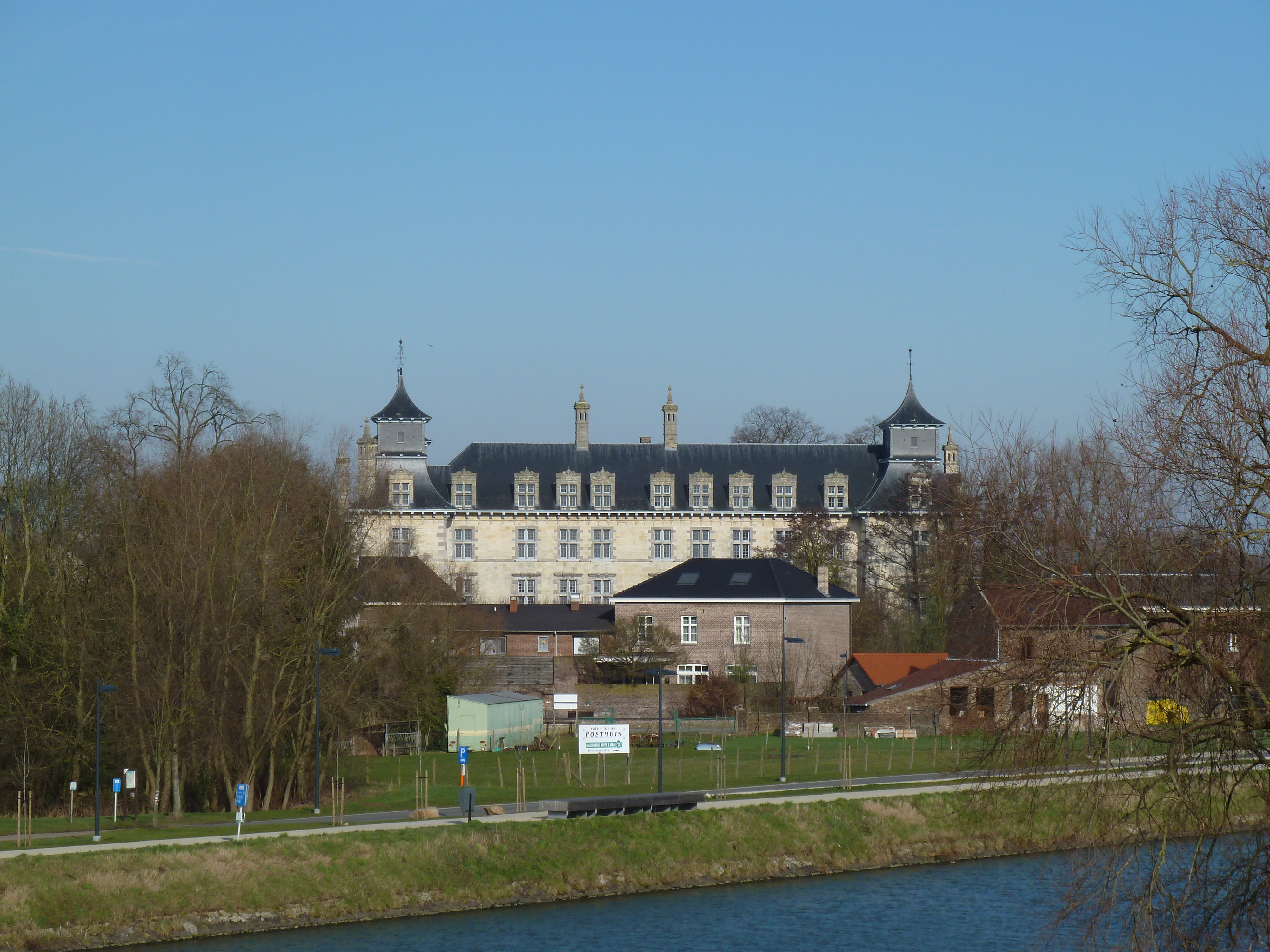
Gezicht op het kasteel van Rekem
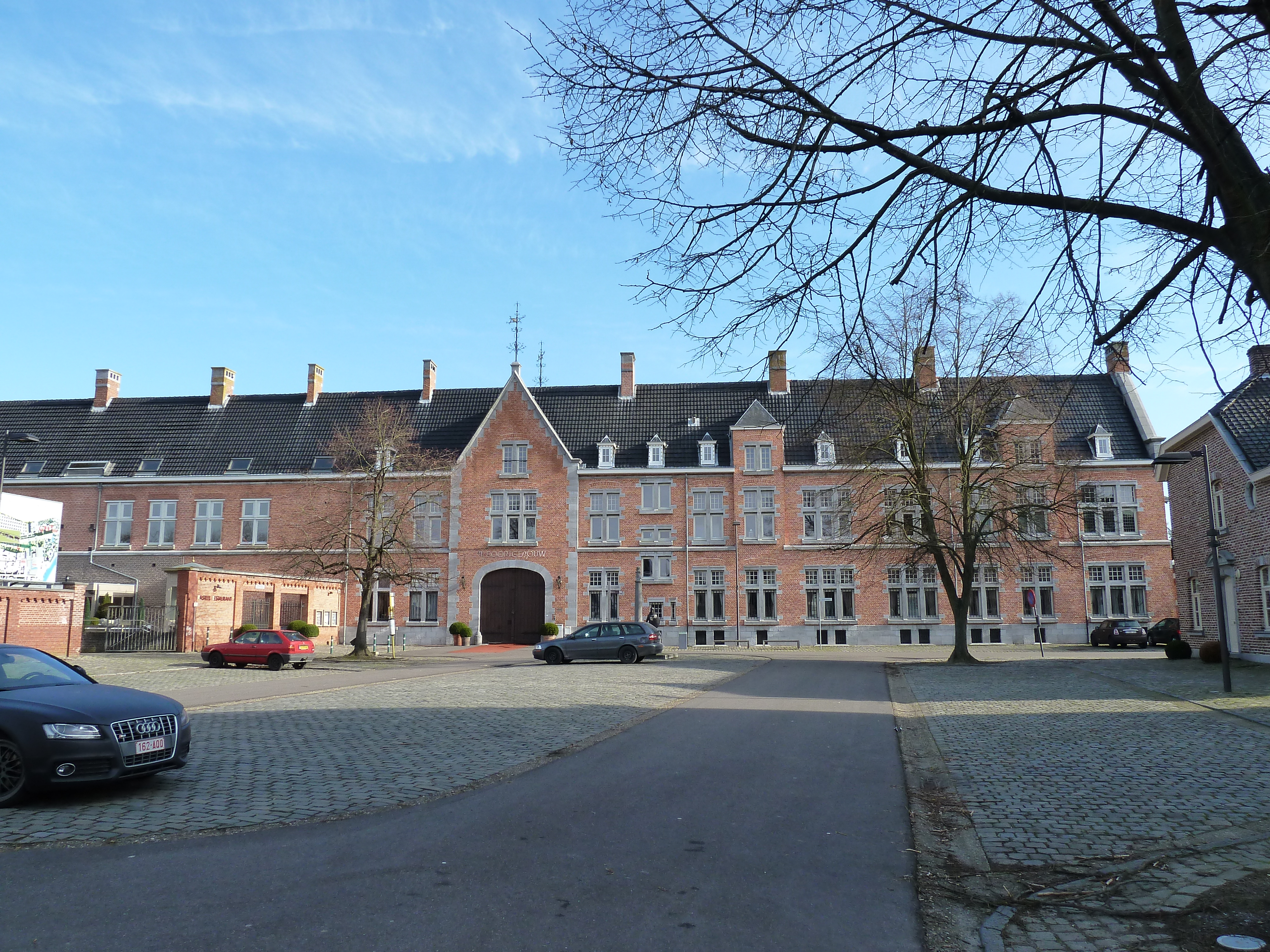
Voormalig hospitaal
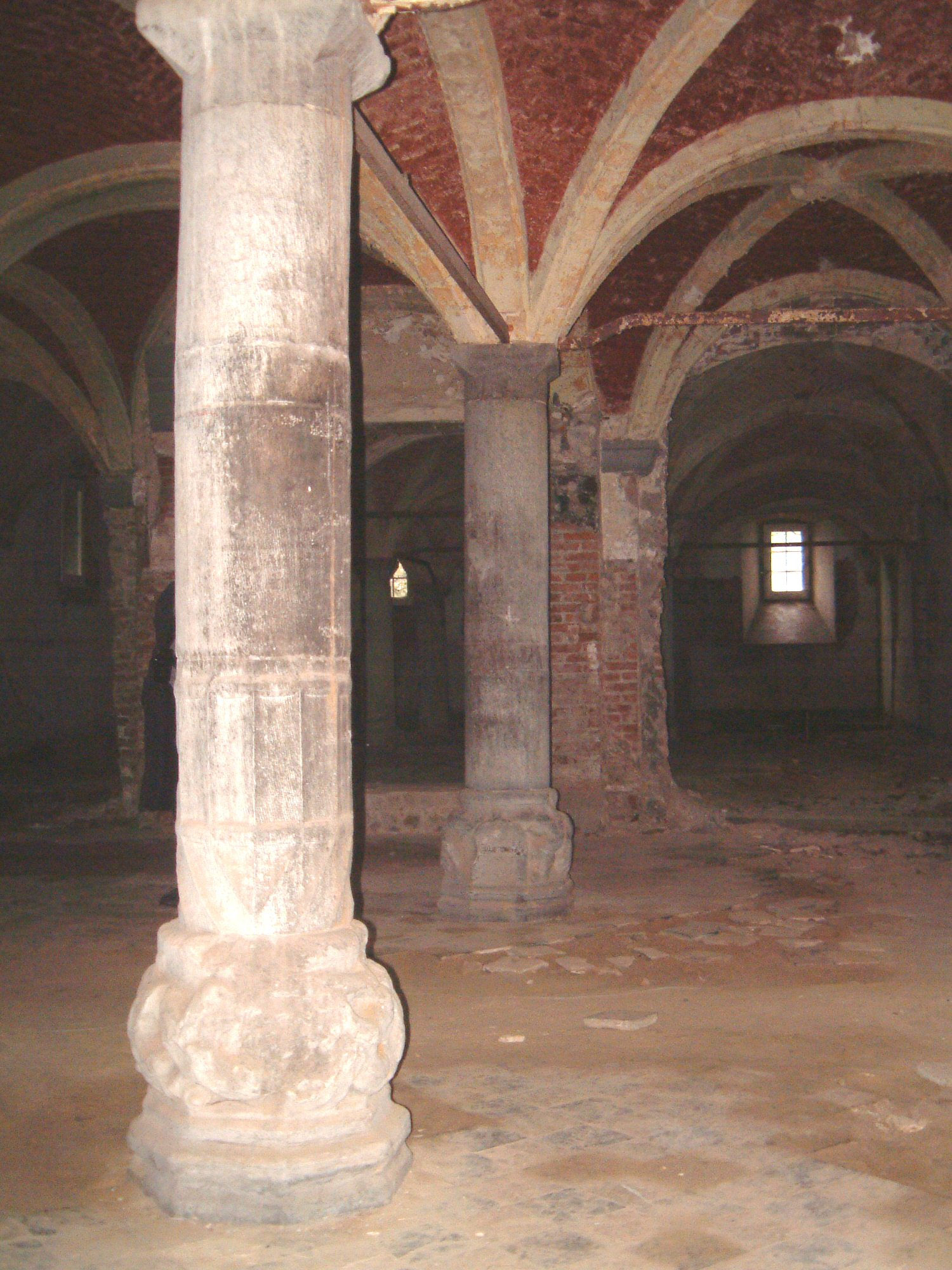
Hergebruikte pilaren (ondersteboven geplaatst)

Abdij van Hocht · Abdij van Sinnich · Alden Biesen · Bethaniakasteel · Burcht van Kolmont · Burcht van Bergkelder · Burcht van Loon · Commanderij van Gruitrode · Commanderij van Sint-Pieters-Voeren · De Fonteinhof · De Kapelhof · De Klee · De Termottenhof · Domein Luciebos · Rood Kasteel · Het Wit Kasteel · Hof de Méan · Kasteel Altenbroek · Kasteel Bellevue · Kasteel Borghoven · Kasteel Borgitter · Kasteel Brustem · Kasteel Carolinaberg · Kasteel d'Aspremont-Lynden · Kasteel Daalbroek · Kasteel de Borman · Kasteel de Brouckmans · Kasteel De Burg · Kasteel de Fauconval · Kasteel de Geuzentempel · Kasteel De Motte · Kasteel Den Dool · Kasteel de Pierpont · Kasteel De Schans · Kasteel Dessener · Kasteel van Duras · Kasteel Edelhof · Kasteel Engelhof · Kasteel Gasterbos · Kasteel Genenbroek · Kasteel Gingelom · Kasteel Grevenbroek · Kasteel Groenendaal (Waltwilder) · Kasteel Groot Peteren · Kasteel van Hamal · Kasteel van Henegauw · Kasteel Het Hamel · Kasteel Hoogveld · Kasteel Hulsberg · Kasteel Jonckholt · Kasteel Jongenbos · Kasteel Kaulille · Kasteel Keienheuvel · Kasteel Kewith · Kasteel Lagendal · Kasteel van Landwijk · Kasteel Leva · Kasteel Litzberg · Kasteel Magis · Kasteel Meeuwen-Gruitrode · Kasteel Meylandt · Kasteel Obbeek · Kasteel Ommerstein · Kasteel Peten · Kasteel Pietersheim · Kasteel Printhagen · Kasteel Quanonne · Kasteel Ridderborn · Kasteel Rodenpoel · Kasteel Rootsaert · Kasteel Rosmeulen · Kasteel Scherpenberg · Kasteel Sipernau · Kasteel Terhove · Kasteel Terkoest · Kasteel Terlaemen · Kasteel Ter Mottenhof · Kasteel Trockaert · Kasteel van 's Herenelderen · Kasteel van Betho · Kasteel van Binderveld · Kasteel van Blekkom · Kasteel van Bommershoven · Kasteel de Donnea · Kasteel van Gors · Kasteel van Halbeek · Kasteel van Hamont · Kasteel van Hasselbroek · Kasteel van Heers · Kasteel van Heks · Kasteel van Heurne · Kasteel van Hoepertingen · Kasteel van Kerkom · Kasteel van Kolmont · Kasteel van Loye · Kasteel van Melveren · Kasteel van Menten de Horne · Kasteel van Mombeek · Kasteel van Neerrepen · Kasteel van Nieuwenhoven · Kasteel van Nieuwerkerken · Kasteel van Nonnen-Mielen · Kasteel van Obsinnich · Kasteel van Opleeuw · Kasteel van Ordingen · Kasteel van Ottegraeven · Kasteel van Rijkel · Kasteel van Rooi · Kasteel van Rullingen · Kasteel van Schalkhoven · Kasteel van Sint-Pieters-Heurne · Kasteel van Stevoort · Kasteel van Terbiest · Kasteel van Teuven · Kasteel van Veulen · Kasteel van Wideux · Kasteel van Widooie · Kasteel van Wijer · Kasteel van Wimmertingen · Kasteel van Wurfeld · Kasteel Vilain XIIII · Kasteel Vogelsanck · Kasteel Zangerheide · Merodekasteel · Prinsenhof (Kuringen) · Rentmeesterij van Alden Biesen · Waterburcht (Millen) · Waterburcht van Meldert · Waterkasteel van Schoonbeek · Wijnkasteel Genoels-Elderen
1. ↑  Vierhonderd jaar geleden werd Rekem een graafschap. www.hbvl.be. Gearchiveerd op 17 april 2023. Geraadpleegd op 17 april 2023.